# Nannay
Nannay ist eine französische Gemeinde mit 111 Einwohnern (Stand: 1. Januar 2022) im Département Nièvre in der Region Bourgogne-Franche-Comté. Sie gehört zum Arrondissement Cosne-Cours-sur-Loire und zum Kanton La Charité-sur-Loire. Die Bewohner werden Nantiniens und Nantiniennes genannt.

## Nachbargemeinden
Nannay liegt etwa 30 Kilometer nordnordöstlich von Nevers. An der südwestlichen Gemeindegrenze verläuft der Fluss Mazou.
Nachbargemeinden von Nannay sind Châteauneuf-Val-de-Bargis im Norden und Osten, Arbourse im Südosten, Chasnay im Süden, Narcy im Südwesten sowie Vielmanay im Westen und Nordwesten.
Durch die Gemeinde führt die Route nationale 151.

## Bevölkerungsentwicklung
| Jahr                       | 1962 | 1968 | 1975 | 1982 | 1990 | 1999 | 2006 | 2011 | 2016 |
| Einwohner                  | 178  | 147  | 137  | 135  | 108  | 100  | 125  | 99   | 118  |
| Quellen: Cassini und INSEE |      |      |      |      |      |      |      |      |      |

## Sehenswürdigkeiten
- Kirche Saint-Aignan aus dem 19. Jahrhundert
- Mühle von Janlard aus dem 16. Jahrhundert

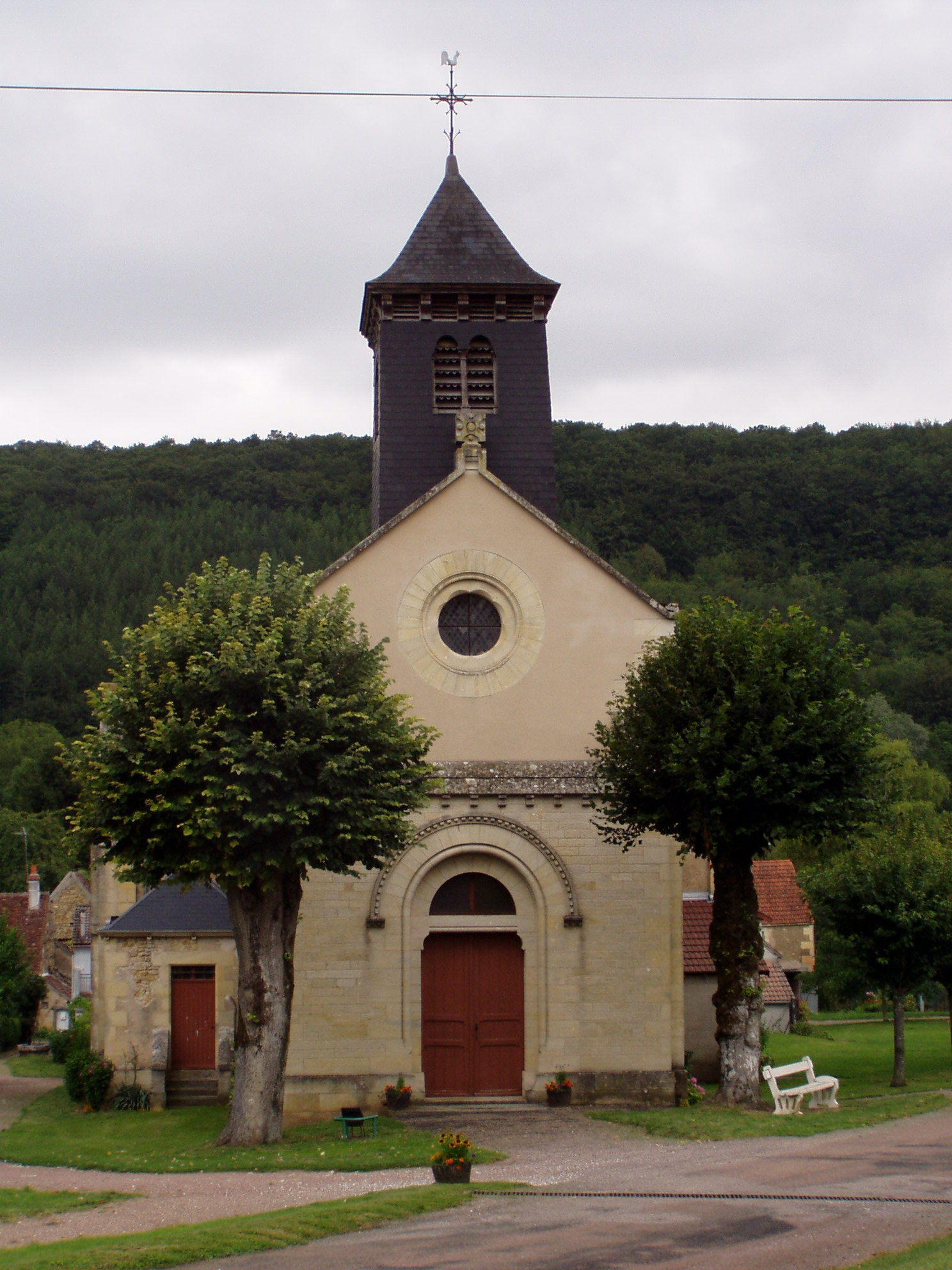
Kirche Saint-Aignan